# Face à
Face à Alain Minc est une émission diffusée sur Direct 8, dans laquelle une ou plusieurs personnalités reconnues décryptent les grands dossiers de la semaine concernant  l'économie, la politique, la société, les mouvements contemporains, des débats d'idées.
D'abord préparée et animée par le journaliste Guillaume Klossa, l'émission est désormais présentée par l'essayiste Alain Minc.
À partir de septembre 2008, l'émission est diffusée un mardi sur deux (en alternance avec Les Enfants d'Abraham) vers 23h25, juste après Politiquement parlant.
C'est une des rares émissions hebdomadaires de débat public sur une chaîne généraliste grand public française avec Mots croisés sur France 2, France Europe Express sur France 3 et Ripostes sur France 5.